# Панґа (Рідала)
Па́нґа (ест. Panga küla) — село в Естонії, у волості Рідала повіту Ляенемаа.

## Населення
Чисельність населення на 31 грудня 2011 року становила 237 осіб.

## Географія
Панґа межує з селами Сіналепа та Аммута.
Через населений пункт проходить автошлях 16111 (Паріла — Кійдева).

## Історія
З 1998 року село відновлено як окремий населений пункт.